# إيلي جاكسون
إيلي جاكسون (بالإنجليزية: Elly Jackson) هي مغنية وكاتبة أغاني بريطانية، ولدت في 12 مارس 1988 في لندن في المملكة المتحدة.

## وصلات خارجية
- إيلي جاكسون على موقع IMDb (الإنجليزية)
- إيلي جاكسون على موقع ميوزك برينز (الإنجليزية)
- إيلي جاكسون على موقع أول ميوزيك (الإنجليزية)
- إيلي جاكسون على موقع ديسكوغز (الإنجليزية)